# Alcazaba (Badajoz)
Alcazaba es una pedanía del municipio español de Badajoz, perteneciente a la comunidad autónoma de Extremadura (España).

## Situación
Está situado a 27 kilómetros de la ciudad de Badajoz por la carretera EX-209 de Badajoz a Mérida por Montijo. Los pueblos cercanos son Novelda del Guadiana y Guadiana.

## Demografía
En la actualidad Alcazaba cuenta con 445 habitantes.
Evolución de la población de Alcazaba en la última década:
| 260 | 269 | 261 | 254 | 260 | 264 | 255 | 256 | 253 | 252 |

## Economía
Su economía está basada en la agricultura.

## Patrimonio
Iglesia parroquial católica del Sagrado Corazón de Jesús, en la archidiócesis de Mérida-Badajoz.